# Paweł Lê Văn Lộc
Paweł Lê Văn Lộc (wiet. Phaolô Lê Văn Lộc) (ur. ok. 1830 r. w An Nhơn w Wietnamie – zm. 13 lutego 1859 r. w Sajgonie w Wietnamie) – ksiądz, męczennik, święty Kościoła katolickiego.
Paweł Lê Văn Lộc w wieku 10 lat został sierotą. Zaopiekował się nim ksiądz, który wysłał go następnie do seminarium duchownego. 7 lutego 1857 r. Paweł Lê Văn Lộc przyjął święcenia kapłańskie. Następnie został dyrektorem niższego seminarium w Thị Nghè. Podczas prześladowań został aresztowany 13 grudnia 1858 r. Ścięto go 13 lutego 1859 r. Chrześcijanie czekali do zmroku, żeby zabrać jego ciało i pochowali je w Chợ Quán. Następnie relikwie przeniesiono do klasztoru w Sajgonie, a obecnie są w miejscowej katedrze.
Dzień wspomnienia: 24 listopada w grupie 117 męczenników wietnamskich.
Beatyfikowany 2 maja 1909 r. przez Piusa X. Kanonizowany przez Jana Pawła II 19 czerwca 1988 r. w grupie 117 męczenników wietnamskich.